# 하트퍼드 웨일러스
뉴잉글랜드 웨일러스/하트퍼드 웨일러스(New England Whalers/Hartford Whalers)는 1972년부터 1997년까지 뉴잉글랜드와 코네티컷주 하트퍼드를 연고지로 하는 NHL 동부 콘퍼런스 노스이스트 디비전 소속 아이스 하키팀이다.
1997년 연고지를 노스캐롤라이나주 롤리 (캐롤라이나 허리케인스)로 이전했다.

## 역대 홈경기장
| 경기장                                | 사용기간                    | 수용인원 | 장소                           | 비고                                                    |
| ------------------------------------- | --------------------------- | -------- | ------------------------------ | ------------------------------------------------------- |
| 뉴잉글랜드 웨일러스/하트퍼드 웨일러스 |                             |          |                                |                                                         |
| 보스턴 아레나                         | 1972년~1973년               | 4,666명  | 매사추세츠주 보스턴            | 현재 경기장명은 매슈스 아레나이다.                      |
| 보스턴 가든                           | 1973년~1974년               | 14,448명 | 매사추세츠주 보스턴            | 개장했을 때 경기장명은 보스턴 메디슨 스퀘어 가든이었다. |
| 더 빅 E 콜리시엄                      | 1974년~1975년               | 6,000명  | 매사추세츠주 웨스트 스프링필드 | 현재 경기장명은 이스턴 스테이트 콜리시엄이다.           |
| 하트퍼드 시빅 센터                    | 1975년~1978년 1980년~1997년 | 15,635명 | 코네티컷주 하트퍼드            | 현재 경기장명은 XL 센터이다.                            |
| 스프링필드 시빅 센터                  | 1978년~1980년               | 6,866명  | 매사추세츠주 스프링필드        | 현재 경기장명은 매스뮤추얼 센터이다.                    |